# Melrose Cup
Ne doit pas être confondu avec Melrose Sevens.

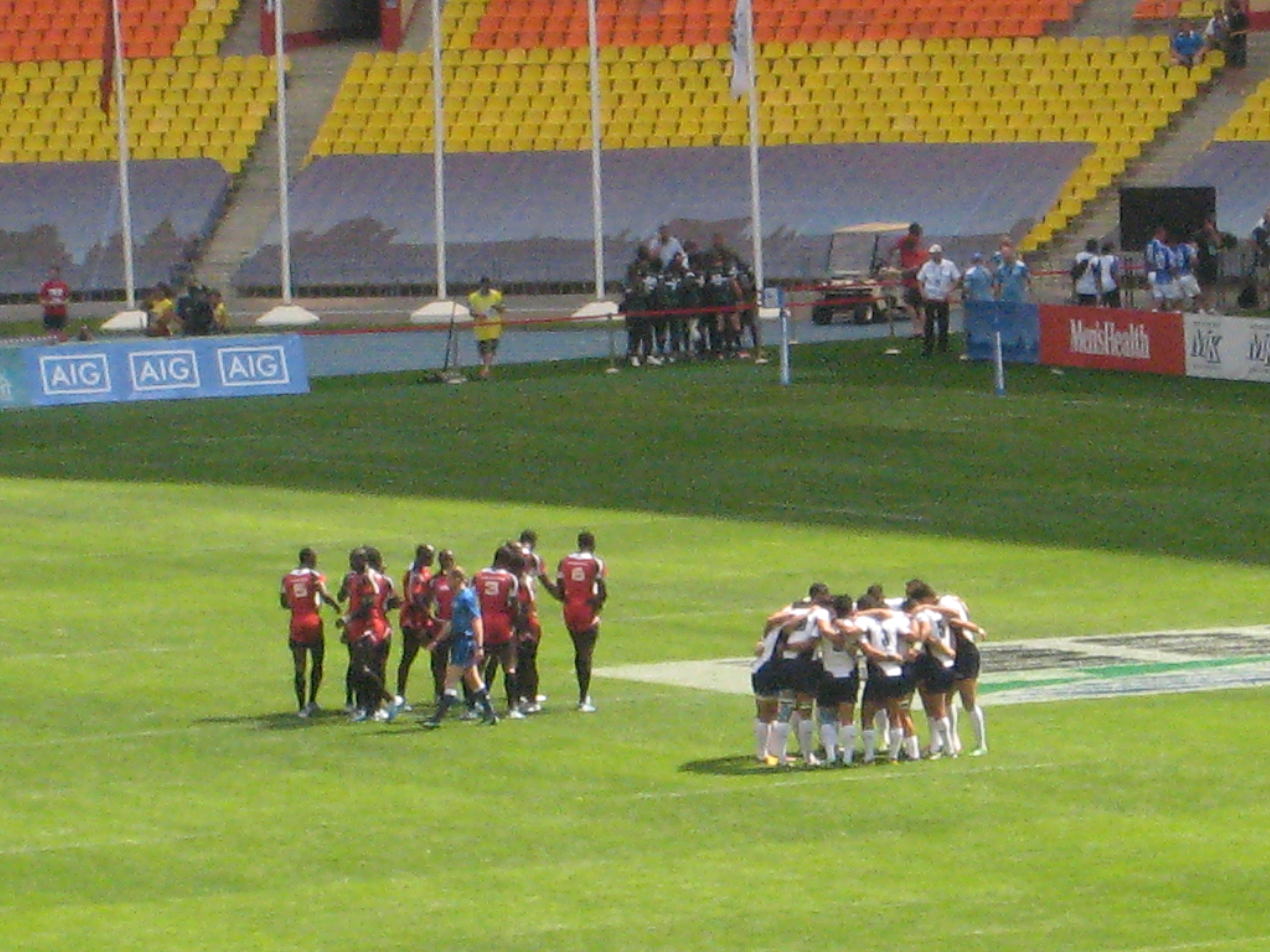
Match d'ouverture de la Coupe du Monde de Rugby à 7 en 2013.

Melrose Cup, initialement appelé Ladies Cup, est le nom du trophée remis à l'équipe championne du monde de rugby à sept.

## Historique
La tradition veut que le rugby à sept soit né en Écosse en 1883. Alors que les membres du Melrose Rugby Football Club cherchent un moyen de renflouer leurs finances, Ned Haig propose un tournoi de football pour récolter des fonds. Cependant, la tentative échoue de faire jouer en un après-midi une série de matches entre plusieurs équipes de 15 joueurs. La décision est donc prise de réduire les équipes à sept membres. La première partie a lieu le 28 avril 1883. La majorité des clubs de la région prennent part à la compétition  et jouent des rencontres de 15 minutes en utilisant les règles du rugby. La récompense au vainqueur est une coupe en argent présentée par les Dames de Melrose. La finale oppose Melrose à Gala. À la fin de la rencontre, le score étant vierge pour les deux équipes, les deux capitaines décident de jouer 15 minutes supplémentaires. Melrose inscrit alors un essai après 10 minutes et les joueurs quittent immédiatement le terrain pour réclamer la coupe.
Au fil des ans le trophée, connu sous le nom de Ladies Cup, devient une icône du rugby à sept renvoyant aux origines de ce sport. La célébration de cet évènement est officialisée plus d'un siècle après avec la création d'une coupe du monde de la discipline. En avril 1993, le Scottish Rugby Union décide de présenter ce sport à l'IRB et crée une Coupe du monde de rugby à sept dont la première édition a lieu en Écosse. Un trophée remis aux vainqueur est créé en s'inspirant de la Ladies Cup : il est appelé Melrose Cup en hommage au lieu de naissance du rugby à sept. L'Angleterre, menée par son capitaine Andrew Harriman, est la première nation à inscrire son nom au palmarès en battant l'Australie en finale à Murrayfield en 1993. Depuis, le trophée est remis en jeu tous les quatre ans.

## Description
Fabriqué par les joaillers écossais Hamilton & Inches, le trophée, en or neuf carats, est haut de 25 cm et pèse 790 g. Il repose sur un socle en noyer sur lequel est fixée une plaque en or neuf carats où sont inscrites les équipes championnes du monde. Dans l'ordre y sont inscrites les nations suivantes :
- Angleterre en 1993
- Fidji en 1997
- Nouvelle-Zélande en 2001
- Fidji en 2005
- Pays de Galles en 2009